# Takuya Wada
Takuya Wada (和田 拓也 Wada Takuya?, Kanagawa, 28 de julio de 1990) es un futbolista japonés que juega como defensa en el RB Omiya Ardija de la J2 League.

## Trayectoria

### Clubes
| Club                         | País  | Año       |
| ---------------------------- | ----- | --------- |
| Tokyo Verdy                  | Japón | 2009-2012 |
| Vegalta Sendai               | Japón | 2013      |
| Omiya Ardija                 | Japón | 2013-2017 |
| Sanfrecce Hiroshima          | Japón | 2018-2019 |
| Yokohama F. Marinos (cedido) | Japón | 2019      |
| Yokohama F. Marinos          | Japón | 2020-2021 |
| Yokohama FC                  | Japón | 2022-2024 |
| RB Omiya Ardija              | Japón | 2024-     |

## Palmarés

### Títulos nacionales
| Título    | Club                | País  | Año  |
| --------- | ------------------- | ----- | ---- |
| J1 League | Yokohama F. Marinos | Japón | 2019 |